# Sneeuwbol

Een illustratie van een sneeuwbol

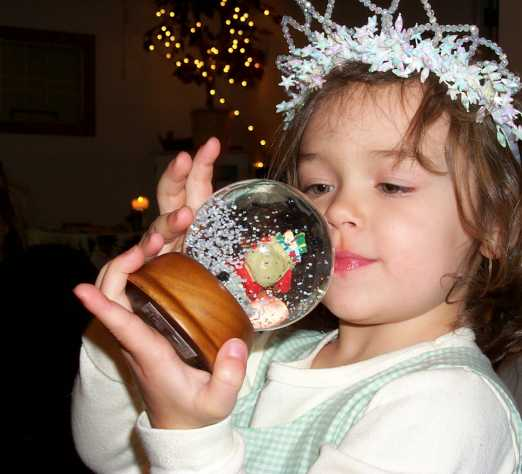
Kind met sneeuwbol

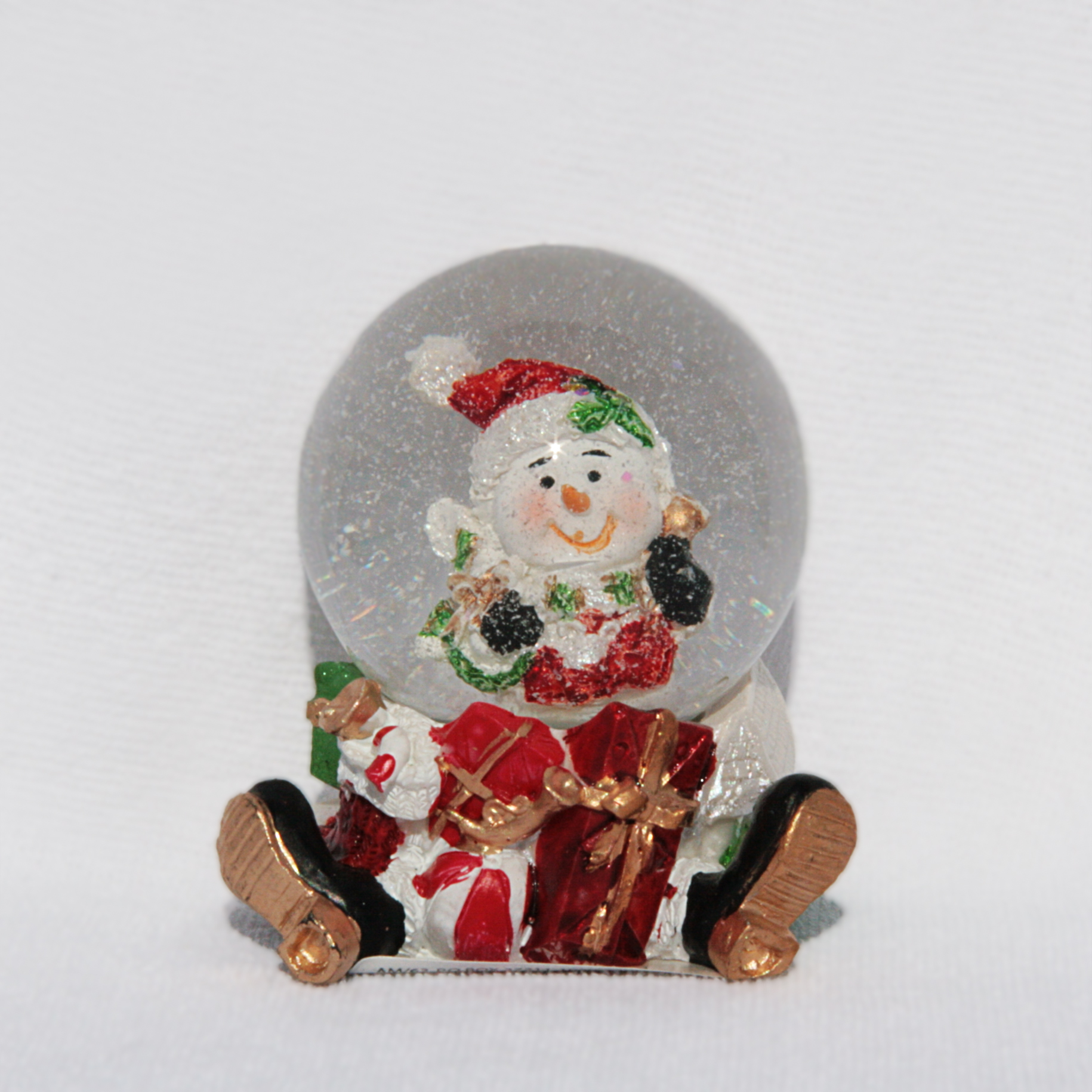
Sneeuwbol met Kerstman als Kerstversiering

Een sneeuwbol is een transparante bol, meestal gemaakt van glas met daarin in miniatuur een scène, vaak in de vorm van een landschap. De bol omvat het water in de sneeuwbol dat als medium dient waardoor de "sneeuw" kan vallen. Om de sneeuw te activeren moet de bol geschud worden zodat de witte deeltjes door de bol worden verdeeld. Vervolgens wordt de sneeuwbol teruggezet en vallen de sneeuwvlokken langzaam door het water naar de bodem. Sommige sneeuwbollen hebben een ingebouwde muziekdoos die een kerstlied speelt.

## Geschiedenis
Wanneer precies de eerste sneeuwbollen gemaakt zijn blijft onduidelijk, maar ze komen reeds voor in de vroege jaren 1800 in Frankrijk. Ze zijn waarschijnlijk de opvolger van de glazen presse-papier, die enkele jaren daarvoor populair werd. Sneeuwbollen waren te zien op de Exposition Universelle in 1878 en in 1879 produceerden minstens vijf bedrijven sneeuwbollen om ze in heel Europa te verkopen.
In 1889 werd er een sneeuwbol geproduceerd die een model bevatte van de nieuwe Eiffeltoren, om de Wereldtentoonstelling in Parijs te markeren, die de honderdste verjaardag van de Franse Revolutie markeerde.
Sneeuwbollen werden populair in Engeland tijdens het victoriaanse tijdperk, en in het begin van de jaren 1920 staken sneeuwbollen de Atlantische Oceaan over naar de Verenigde Staten waar ze een populair collector's item werden. Vele van de sneeuwbollen werden gemaakt door Atlas Crystal Works, die fabrieken had in Duitsland en de Verenigde Staten.
In de Verenigde Staten werd het eerste octrooi in 1927 toegekend aan Joseph Garaja in Pittsburgh. Garaja overtuigde in 1929 Novelty Pool Ornaments om een onderwater vis-versie te maken.
In de Verenigde Staten werden gedurende de jaren 1940 vaak sneeuwbollen gebruikt voor het adverteren. In Europa waren religieuze sneeuwbollen een veelgegeven cadeau voor katholieke kinderen tijdens de jaren 1940 en 1950. Sneeuwbollen zijn in verschillende filmscènes te zien, waarvan de bekendste de opening is van de klassieker uit 1941: Citizen Kane.
In de jaren 1950 werden de sneeuwbollen, voorheen gemaakt van glas, ook beschikbaar in plastic. Tegenwoordig zijn er veel verschillende typen sneeuwbollen beschikbaar. Deze sneeuwbollen worden in tal van landen geproduceerd, van massaproductie in Hongkong en China tot fijn bewerkte soorten die nog steeds geproduceerd worden in Duitsland. Sneeuwbollen laten verschillende scènes zien, zoals een typisch Kerstlandschap, Disneyfiguren, dieren, historische scènes, enzovoorts.

## Productie
Aanvankelijk bestonden sneeuwbollen uit een zware kristallen koepel, die over een keramische figuur of tableau op een zware keramische voet geplaatst werd, gevuld met water en vervolgens verzegeld. De sneeuw of "flitter" werd gemaakt van botsplinters, stukjes porselein, zand of zaagsel. Met de technologische ontwikkeling werd het glas dunner, de voet werd lichter (bakeliet was populair tijdens de art deco) en de sneeuw werd gemaakt van stukjes goudfolie of niet-oplosbare zeepvlokken. Tegenwoordig worden om gezondheids- en veiligheidsredenen kleine stukjes wit plastic gebruikt. Weer later werd de vloeistof vervangen door een lichte olie en weer later door water met antivries (glycerine of glycol). Een bijkomend voordeel was dat de glycerine en glycol de afdaling van de sneeuw vertraagde.
Sneeuwbollen kunnen tegenwoordig muziek, bewegende delen, interne verlichting, en zelfs elektrische motoren bevatten die de sneeuw aanzetten, zodat het niet meer nodig is om de glazen wereld op te schudden. Ook zijn er sneeuwbollen waarin items zoals foto's geplaatst kunnen worden. 
Het is ook mogelijk om zelf een sneeuwbol te maken van bijvoorbeeld een lege pot. Op de binnenkant van het deksel daarvan dient dan de uit te beelden scène te worden opgebouwd, bijvoorbeeld met figuurtjes uit een hobbyzaak. Deze figuurtjes dienen dan met sterke en waterbestendige lijm op de binnenkant van het deksel te worden geplakt. De pot wordt dan met bijvoorbeeld zand of zaagsel en water gevuld, waarna het deksel met de figuurtjes naar binnen op de pot wordt gelijmd met sterke lijm. 

## Culturele verwijzingen
In moderne films en literatuur worden sneeuwbollen vaak als symbool gebruikt voor jeugd, onschuld of de zogenaamde "Happy Days" in het leven van het respectieve karakter.
- In Het Land van Maas en Waal, op tekst van Lennaert Nijgh en gezongen door Boudewijn de Groot, wordt kennelijk over een sneeuwbol gezongen. De tekst is “... de grote Snoeshaan, die legt een glazen ei. Wanneer je 't schudt, dan sneeuwt het op de Egmondse abdij.” In het Engels is het “And when you shake that egg you see it snowing on St.Paul's.”
- In de film Citizen Kane laat Charles Foster Kane (Orson Welles) een sneeuwbol vallen en mompelt "Rosebud" in zijn laatste ademtocht wanneer hij sterft.
- In de televisieserie Lost gelooft het personage Desmond dat niemand van het eiland kan ontsnappen omdat het zich in een bloedige sneeuwbol bevindt.
- Het personage van Richard Gere doodt de minnaar van zijn vrouw met een sneeuwbol in de film Unfaithful.
- In de Disneyfilm The Santa Clause uit 1994 geeft Bernard de hoofdelf (David Krumholtz) aan Charlie (Eric Loyd) een magische sneeuwbol met een bewegende scène waarin hij zijn vader Scott Calvin/Santa Claus (Tim Allen) kan zien op ieder moment dat hij dat wil. De sneeuwbol is zijn link met zijn reis naar de Noordpool dat het geen droom was.
- In de film The Santa Clause 3 speelt een sneeuwbol een speciale rol in de ontsnappingsclausule waar de film om draait.
- In de film Falling Down van Joel Schumacher koopt het hoofdpersonage een sneeuwbol als cadeau voor zijn dochter.
- In een aflevering van Heroes, met de titel The Hard Part, geeft antagonist Sylar zijn moeder een sneeuwbol omdat hij weet hoeveel zij daarvan houdt.
- In Knick Knack van Pixar wil een sneeuwpop in een sneeuwbol een mooie "Sunny Miami" bereiken aan de andere kant van de boekenplank.
- De laatste aflevering van St. Elsewhere toont dat alle gebeurtenissen de fantasie waren van een autistische jongen die een sneeuwbol bezat met daarin een gelijkenis van het St. Eligius hospital.
- In The League of Gentlemen van de BBC zijn Tubbs en Edward (die een plaatselijke winkel hebben) geobsedeerd om 'non-locals' te laten stoppen en iets in hun winkel te laten kopen, met name een collectie sneeuwbollen (die ze 'Precious Things' noemen) op een plank, en hen vaak te beschuldigen van een poging tot winkeldiefstal.
- Snowglobe is de naam van een Kerstfilm van ABC Family.
- In de speciale Kersteditie van Psych geeft het personage Shawn Spencer een sneeuwbol aan Carlton Lassiter (om hem te herinneren aan bepaalde nachtmerries) en een sneeuwbol aan zijn vader Henry Spencer, met daarin hem al vissende. Corbin Bernsen die Henry Spencer portretteert verzamelt sneeuwbollen.
- Eén openingsscène van de Simpsons toont de familie in een sneeuwbol en in verschillende afleveringen zijn sneeuwbollen te vinden die meestal bedoeld zijn als parodie op de 'Rosebud'-scène in Citizen Kane.
- In de comicserie Watchmen zorgt de herinnering aan een per ongeluk kapotgaande sneeuwbol in de jeugd van Laurie Juspeczyk voor een plotse bewustwording.
- In een aflevering van Family Guy refereert Peter Griffin aan het sneeuwbol-moment van Citizen Kane door te vertellen wat "Rosebud" werkelijk betekent.
- In Blinky Bill's White Christmas breekt Blinky het meest gewaardeerde bezit van Wombo, een sneeuwbol. Blinky en Flap gaan dan naar de Wollomi Pines om een echte sneeuwbol te maken.